# Fernando Tissone
Fernando Damián Tissone Rodrigues (Quilmes, Buenos Aires, Argentina, 24 de julio de 1986) es un futbolista argentino que juega de centrocampista en la A. S. D. P. Calcio Budoni de la Eccellenza de Italia.

## Trayectoria
Tissone se formó primero en Argentina, habiendo pasado por las categorías inferiores de Quilmes, Independiente y Lanús. Se mudó con su familia a Madrid (España) en 2003, cuando tenía 16 años, antes de ser reclutado en Italia por el Udinese Calcio. Se unió al Udinese en 2004 donde jugó 30 partidos, principalmente como suplente. En 2006 fue cedido para el Atalanta.
Tras fichar por la Sampdoria, equipo que descendió a la Serie B, fue cedido al R. C. D. Mallorca. Un año después, volvió a vestir la camiseta de la Samp, pero en el mercado invernal de la temporada 2012-2013, volvió a jugar cedido en el conjunto balear hasta final de temporada.
El 6 de julio de 2013 firma un contrato con el Málaga C. F. por tres temporadas, finalizando el 30 de junio de 2016.

## Selección nacional
Aunque en principio puede representar a su país natal (Argentina), Tissone también puede hacerlo por Italia -nación europea en la cual estuvo instalado durante casi una década - o por Cabo Verde, ya que allá nació su abuelo materno. No tuvo internacionalidades con ninguno de estos tres países en categorías inferiores ni tampoco las tiene aún a nivel absoluto. El 14 de octubre de 2012, felicitó al conjunto caboverdiano por clasificarse por primera vez a la Copa Africana de Naciones. En el caso de terminar representando a Cabo Verde, Tissone se convertiría en el primer jugador nacido en Argentina que es internacional por una selección del continente africano. Su hermano Cristian Tissone, quien también es futbolista, actuó en clubes del ascenso italiano y ya expresó su deseo de jugar con el combinado caboverdiano.

## Clubes
| Club                       | País     | Año       |
| -------------------------- | -------- | --------- |
| Udinese Calcio             | Italia   | 2005-2009 |
| Atalanta B. C. (cesión)    | Italia   | 2006-2008 |
| U. C. Sampdoria            | Italia   | 2009-2013 |
| R. C. D. Mallorca (cesión) | España   | 2011-2012 |
| R. C. D. Mallorca (cesión) | España   | 2013      |
| Málaga C. F.               | España   | 2013-2016 |
| F. C. Karpaty Lviv         | Ucrania  | 2017      |
| Desportivo Aves            | Portugal | 2018      |
| C. D. Nacional             | Portugal | 2018-2019 |
| Taranto F. C. 1927         | Italia   | 2021      |
| Paganese Calcio 1926       | Italia   | 2021-2022 |
| A. S. D. P. Calcio Budoni  | Italia   | 2022-     |